# Hobby Consolas
Hobby Consolas és una revista espanyola iniciada a l'octubre del 1991 i editada per Axel Springer Espanya S.A. que es dedica a donar informació sobre el món dels videojocs. És una revista de període mensual, amb una estètica amena i dirigida a un consumidor jove que sol posar-se a la venda diversos dies abans que s'acabi el mes i les vendes del qual freguen els 91.000 exemplars segons la OJD, per la data de 2005.

## Seccions[calcitació]
Actualment, Hobby Consolas compta amb aquestes seccions fixes: 
- El Sensor: secció on d'una manera informal es comenten les novetats del sector. En aquesta secció, els lectors poden donar la seva opinió i en aquesta es troben les dades de vendes, retallades sobre videojocs oposats en la premsa d'informació general a més d'opinions sobre un tema donats per experts del sector.

- Noticias: secció dedicada a les novetats sorgides en la indústria del videojoc.

- Kiosco: detalls sobre les altres revistes de Hobby Press dedicades al mercat del joc.

- Big In Japan: novetats contades per un corresponsal de la revista en Japó. En aquesta secció amb assiduïtat es fa especial èmfasi a un o diversos jocs nous del país del sol naixent, a més d'altres dades o xifres.

- Preestrenos: en aquesta part de la revista, se'ls fa una primera valoració a títols que estan propers a la data del llançament.

- Novedades: en aquesta secció, els redactors de la publicació desgranen i valoren els jocs més rellevants que han sortit al mercat.

- Los mejores: part de la revista on els col·laboradors de la publicació posen la seva llista de jocs favorits, a més de la dels lectors. Al final de la secció, es mostra una llista dels jocs millor valorats segons el gènere i plataforma.

- Periféricos: descripcions i valoracions de perifèrics i accessoris per a les consoles.

- Trucos: diferents trucs i secrets dels diferents jocs del mercat. Els lectors poden sol·licitar o enviar consells per a aquesta secció.

- Vuestras cartas (Teléfono Rojo): secció on els lectors es dirigeixen en Yen (redactor que dirigeix aquesta secció des del primer nombre de la revista) perquè li resolguin les seves inquietuds sobre el món dels videojocs. A més es premien les opinions millor redactades i es publiquen les preguntes més estranyes rebudes cada mes.

- Escaparate: secció que inclou valoracions i dades sobre estrenes en DVD, Música, Llibres, Cinema, col·leccionisme i Manga.

- Planeta Móvil: en aquesta recent secció s'inclouen notícies sobre els jocs mòbils, a més d'un joc analitzat i els recomanats pels redactors. A més d'aquestes seccions, Hobby Consolas sol incloure un o dos reportatges sobre jocs en desenvolupament, així com en èpoques de l'E3, un reportatge extens sobre aquesta fira. En la publicació sol haver un pòster i en contades ocasions, una guia sobre un joc ja sigui en la revista o com a suplement d'aquesta.